# Floorball
Hókej na pakétu, parkétni hókej ali floorball je športna različica dvoranskega hokeja, pri katerem v prvi vrsti velja omeniti, da je, za razliko od hokeja na ledu, nenasilen šport, pri katerem je pretirana grobost (udarci s palico, nalet na telo in podobno) strogo kaznovana.

## Oprema in pravila
Igralci tako ne potrebujejo nobene posebne opreme, dovolj so majica, kratke hlače in dobra športna obutev (najprimernejša je seveda športna obutev za dvoranske športe). Igralec igra s posebno palico dolžine do 120 centimetrov, ki ima posebno oblikovan plastičen loparček. Moštvo skuša v nasprotnikova vrata potisni 23-gramsko plastično votlo žogico s 26 luknjami, premera 72 milimetrov in je po velikosti malce večja kot žogica za tenis. Vratar je seveda temu ustrezno bolje zavarovan, saj igra brez palice, zato skuša vrata zavarovati s telesom, nogami ali rokami. Vratar ima glavo zaščiteno z vratarsko čelado s kovinsko mrežo pred obrazom, oblečen pa je v posebno podloženo obleko (hlače, srajca z dolgimi rokavi, ...), sprednji del telesa mu ščiti še poseben podložen brezrokavnik, na kolenih in komolcih ima dodatno zaščito, nekateri vratarji pa uporabljajo tudi rokavice.
Tako igralci kot vratar, ki po navadi odigra celotno tekmo brez menjave, morajo biti ustrezno telesno pripravljeni, saj je hokej na parketu zelo dinamičen in hiter šport, ki zahteva tudi odlično tehniko obvladovanja žogice s palico. Vratar pa mora imeti razvite reflekse in mora biti zelo dobro razgiban, saj lahko veliko žogic ustavi z nogami in tudi glavo. Tekma traja 3 x 20 minut, igrišče je veliko kot pri rokometu (40 x 20 metrov), rob igrišča pa je omejen s posebno 50 centimetrov visoko ogrado (imenovano banda), pri kateri so elementi med seboj speti le z elastiko in ob trku vanjo »popustijo« in s tem preprečujejo možnost poškodb.
Območje vrat meri 4 x 5 metrov, v njem lahko vratar žogico ulovi z roko, vratarjev prostor pa 2,5 x 1 meter, v njem pa se lahko giblje le vratar. Vrata so velika 160 x 115 centimetrov, kota med vratnico in prečko sta zaokrožena.
Pravico na igrišču delita dva sodnika, ki morata imeti licenco za sojenje, pridobita pa so jo na posebnem šolanju, ki ga prireja Floorball zveza Slovenije. Sodnika morata budno paziti, kaj se dogaja na igrišču, udarci po palici, prerivanje, igra na telo in še mnogo drugih prekrškov lahko kaznujeta s prostim streloma ali dve ali več minutno izključitvijo igralca, »buli« (začetni udarec) pa se izvaja brez sodnikovega meta, ampak se igralca postavita ob položeno žogico in na sodnikov pisk skušata le-to podati nazaj svojemu moštvu.
Strategija igre, postavitev igralcev, napad, obramba, podaje, vse skupaj je precej podobno hokeju na ledu, le da morajo igralci biti še bolj previdni zaradi okrogle žogice, katero je v številnih primerih težko nadzorovati. Zaradi manjše teže je pri udarcu potrebno sprostiti še več energije, da lahko žogica poleti dovolj hitro, a pri močnih udarcih dobro izurjeni igralcev lahko doseže hitrost do 180 km/h. Tako kot pri hokeju na ledu so dovoljene »leteče« menjave igralcev.
Zaradi pravil, ki preprečujejo grobost in enostavne opreme za igralce, je igra primerna za rekreacijo, saj je možno igrati tudi na male gole v vsaki dvorani. V Skandinaviji, Češki, Švici ali Baltiku hokej na parketu veliko igrajo tudi v osnovnih šolah, sicer pa pri njih poznajo tudi profesionalne igralce. Kot vsak šport zahteva tudi hokej na parketu nekaj previdnosti, kljub strogim pravilom proti grobosti lahko pride do manjših poškodb zaradi udarca s palico, najpogostejši pa so zvini gležnjev, za zaščito oči lahko igralci uporabljajo posebna igralna očala, ki jih izdelujejo vsi večji izdelovalci opreme.
Spremljajoča industrija, ki proizvaja palice, žogice, vratarjevo opremo in ostale potrebščine, je zelo razvita, med najmočnejše proizvajalce pa sodijo Canadien, Exel, Jadberg, Salming, Unihoc, Fat pipe in Zone.

### Palica
Pri palici je najpomembnejša dolžina palice oz. ročaja (največ 110 cm), kajti le-to v veliki meri vpliva na boljšo kontrolo žogice pri igri. Pri tem je zelo pomembna tudi sam loparček palice, ki je med igro položena na tla. Loparček pri palici lahko po potrebi zamenjamo, dovoljeno pa je tudi zmerno ukrivljanje (max. 3 cm). Druge prilagoditve palice niso dovoljene. Za začetnike sta primernejša bolj elastična palica ter loparček, ki omogočata boljšo kontrolo same žogice.

### Žogica
Dovoljena teža žogice je 23 g., njen premer je 72 mm. Ima 26 lukenj, je votla, pri tem pa lahko dosega hitrost tudi do 180 km/h. Za igro se pretežno uporablja žogica bele barve. Pri svetli podlagi tal pa pravila dopuščajo uporabo tudi žogice drugih barv.

## Floorball zveza Slovenije
Floorball zveza Slovenije (FZS) je bila ustanovljena leta 2000 (začetki igre na naših tleh segajo v leto 1991/92), ko v Žireh pričnejo s prvo rekreacijsko ligo. Hokej na parketu se je vzporedno s tem igral tudi v Škofji Loki, tako da so danes centri tega športa v Gorenji vasi, Žireh, Škofji Loki, na Jesenicah, Železnikih Arhivirano 2007-10-17 na Wayback Machine., Borovnici, Ljubljani in Hotavljah. Leta 2004 je Olimpijski komite Slovenije priznal FZS kot svojo članico in sicer kot nacionalno panožno športno zvezo neolimpijskih športov. Mednarodna floorball zveza IFF pa si prizadeva, da bi floorball postal olimpijski šport. V Sloveniji je zdaj že preko 400 registriranih igralcev in igralk.

## Zgodovina hokeja na parketu v Sloveniji
Hokej na parketu se je začel v Evropi razvijati v 60. letih dvajsetega stoletja na Švedskem, igra pa izvira iz malce bolj »grobe« različice, ki so jo igrali v ZDA in Kanadi. Floorballska zveza Švedske je bila kot prva v Evropi ustanovljena leta 1981, mednarodna zveza (International Floorball Federation) pa je bila ustanovljene leta 1986. »Nosilke« tega športa so države, kjer je hokej na ledu tudi zelo priljubljen šport, torej Švedska, Finska, Češka, Rusija, Norveška, Danska, Latvija, Švica, državna reprezentanca Slovenije pa igra v skupini B (drugi kakovostni skupini) v družbi Avstralije, Avstrije, Estonije, ZDA in ostalih. Zanimivo je, da je hokej na parketu zelo priljubljen šport tudi v hokejsko bolj »eksotičnih« deželah kot je na primer Singapur.

### Državni prvaki - moški
| Leto      | Prvak                   | Finalist                | Rezultat finala      | Sistem                 |
| --------- | ----------------------- | ----------------------- | -------------------- | ---------------------- |
| 2000/2001 | Loka Spiders            | /                       | /                    | 5 ekip - 5 krožno (MF) |
| 2001/2002 | Loka Spiders            | /                       | /                    | 3 deli prvenstva (MF)  |
| 2002/2003 | Loka Spiders            | /                       | /                    | dvokrožno (MF in VF)   |
| 2003/2004 | Thunder Jesenice        | Loka Spiders            | 3:2                  | ?                      |
| 2004/2005 | Loka Spiders            | FBK Jesenice            | 3:0 (9:3, 8:5, 10:3) | Na 3 zmage             |
| 2005/2006 | Loka Spiders            | Thunder Jesenice        | 2:1 (7:8*, 6:4, 7:6) | Na 2 zmagi             |
| 2006/2007 | Loka Spiders            | Thunder Jesenice        | ?                    | ?                      |
| 2007/2008 | FBK Insport Škofja Loka | FBC Borovnica           | 2:0                  | Na 2 zmagi             |
| 2008/2009 | FBK Insport Škofja Loka | Zelenci Kranjska Gora   | 2:0 (5:3, 8:4)       | Na 2 zmagi             |
| 2009/2010 | Itak Sport Borovnica    | FBK Insport Škofja Loka | 2:0 (6:5, 8:3)       | Na 2 zmagi             |
| 2010/2011 | FBK Insport Škofja Loka | Zelenci Kranjska Gora   | 2:0 (6:3, 8:2)       | Na 2 zmagi             |
| 2011/2012 | FBK Insport Škofja Loka | FBK Olimpija Ljubljana  | 6:5*                 | 1 finalna tekma        |
| 2012/2013 | FBC Borovnica A         | FBK Olimpija Ljubljana  | 7:2                  | 1 finalna tekma        |
| 2013/2014 | FBK Insport Škofja Loka | FBC Borovnica A         | 5:3                  | 1 finalna tekma        |
| 2014/2015 | Unihoc Borovnica        | FBK Polanska banda      | 8:4                  | 1 finalna tekma        |
| 2015/2016 | Unihoc Borovnica        | FBK Polanska banda      | 9:4                  | 1 finalna tekma        |
| 2016/2017 | FBK Insport Škofja Loka | FBK Polanska banda      | 2:1(8:5, 7:8ET, 4:3) | Na 2 zmagi             |
| 2017/2018 | FBC Borovnica           | FBK Polanska banda      | 2:0(4:2, 10:5)       | Na 2 zmagi             |
| 2018/2019 | FBK Insport Škofja Loka | FBK Polanska banda      | 3:0                  | 1 finalna tekma        |
| 2019/2020 | FBK Insport Škofja Loka | FBK Polanska banda      | 12:4                 | 1 finalna tekma        |

MF - mali floorball; VF - veliki floorball; * - kazenski streli

## Cena opreme
Igralci ne potrebujejo posebne opreme, le posebne palice, ki stanejo od 20 do 180 evrov, 23-gramska votla plastična žogica meri v premeru 72 milimetrov. Oprema vratarja je bolj zahtevna, saj ima zaradi varnosti posebne hlače, podloženo majico z dolgimi rokavi, zaščito za prsni koš, kolenčnike ter vratarjevo masko, ki je v marsičem podobna vratarjevi maski za hokej na ledu. Vratarjeva oprema je seveda dražja (preko 300 evrov).

## Slovenski floorballski klubi - moški
- Floorball klub Žiri
- Floorball klub Olimpija
- Floorball klub Galaks  Arhivirano 2018-08-28 na Wayback Machine.
- Polycom Brlog
- FBC Thunder Jesenice Arhivirano 2014-03-28 na Wayback Machine.  Arhivirano 2013-02-18 na Wayback Machine.
- FBK Insport Škofja Loka
- Floorball klub Borovnica
- ŠD Zelenci Kranjska Gora Arhivirano 2014-04-07 na Wayback Machine.  Arhivirano 2014-04-07 na Wayback Machine.
- Trouble Makers (društvo distrofikov)
- Floorball klub Jaws Ljubljana Arhivirano 2013-09-15 na Wayback Machine.  Arhivirano 2014-04-07 na Wayback Machine.
- F BC Polanska banda  Arhivirano 2012-10-22 na Wayback Machine.
- Floorball klub Zagorje

## Slovenski floorball klubi - ženske
- FBC Borovnica
- FBK Olimpija
- FBK Polanska banda

## Mali, ženski in mladinski hokej na parketu
V Sloveniji se igra tudi mali hokej na parketu, pri katerem veljajo zelo podobna pravila, igra se na nekaj manjšem igrišču (28 x 16 m), moštvo sestavljajo trije igralci in vratar. Tekme trajajo 2x 15 minut. Poleg malega hokeja na parketu je na Slovenskem tudi nekaj ženskih ekip hokeja na parketu (v Gorenji vasi, Škofji Loki, Ljubljani in Borovnici) ter več ekip mladih igralcev do 19 oz. do 14 let, pri katerih igrajo zelo kakovosten hokej na parketu in so odlična baza igralcev za prihodnje generacije. V Škofji Loki, Borovnici, Jesenicah, Žireh in Ljubljani pa so organizirana močna rekreativna tekmovanja ter različne občinske lige. Na Hotavljah pa tudi rekreativna občinska poletna floorballska liga.

## Specialna olimpijada (SO)
Prvi uraden prikaz dvoranskega hokeja znotraj SO je bil leta 2013 na 10. zimskih
svetovnih igra SO v Pjeongčangu in Gangneungu, Južna Koreja kjer je sodelovalo 8
ekip. Na podlagi te uspešne predstavitve in ustanovitve ustreznih organov je izvršni
odbor SO, spomladi leta 2014, dvoranskemu hokeju dodeli status uradnega športa
zimskih svetovnih iger. Na naslednjih zimskih svetovnih igrah leta 2017 v Gradcu in
Schladmingu, Avstrija pričakujejo udeležbo že preko 30-ih ekip.